# Orient Thai Airlines
"Do it by heart"
Orient Thai Airlines est une compagnie aérienne thaïlandaise à vocation domestique et internationale, notamment vers Hong Kong. Elle  se situe aussi sur le créneau des compagnies low-cost. Elle est basée à Chiang Mai.

## Histoire
Créée en 1992, elle effectue ses premiers vols en 1995. En 2003, une section low-cost est créée sous le nom de One-Two-Go Airlines.

## Flotte

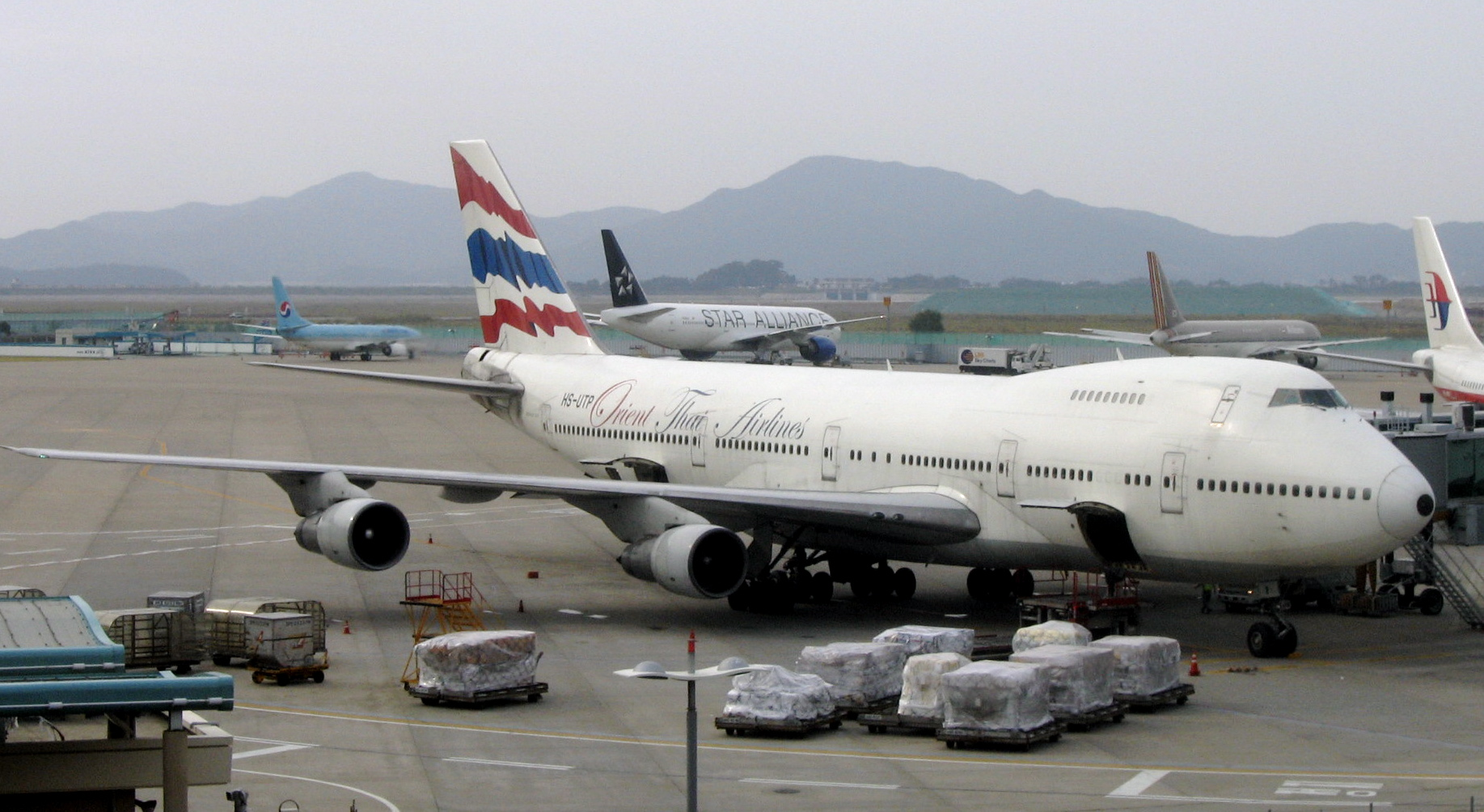
Un 747 d'Orient Thai

En mars 2017, elle possède les appareils suivants :
- 1 Boeing 737-300
- 2 Boeing 767-300